# LG Cup 1999/2000
Der LG Cup 1999/2000 war ein Vier-Nationen-Turnier, das vom 25. September bis zum 3. Oktober 1999 in Kenia im One-Day Cricket ausgetragen wurde. Bei dem zur internationalen Cricket-Saison 1999/2000 gehörenden Turnier nahmen neben dem Gastgeber die Mannschaften aus Indien, Simbabwe und Südafrika teil. Im Finale konnte sich Südafrika mit 26 Runs gegen Indien durchsetzen.

## Vorgeschichte
Für alle Mannschaften war es der erste Auftritt der Saison.

## Format
In einer Vorrunde spielte jede Mannschaft gegen jede einmal. Für einen Sieg gab es zwei, für ein Unentschieden oder No Result ein Punkt. Die beiden Gruppenersten qualifizierten sich für das Finale und spielten dort um den Turniersieg.

## Stadion
Das folgende Stadion wurde für das Turnier vorgesehen.
| Stadion              | Stadt   | Kapazität | Spiele                |
| -------------------- | ------- | --------- | --------------------- |
| Gymkhana Club Ground | Nairobi | 7.000     | 1. – 6. Spiel; Finale |

## Kaderlisten
Indien gab seinen Kader am 17. September 1999 bekannt.
| ODI | ODI | ODI | ODI |
| Kenia | Indien | Südafrika | Simbabwe |
| --- | --- | --- | --- |
| - Josephat Ababu - Jimmy Kamande - Hitesh Modi - Thomas Odoyo - Maurice Odumbe - Peter Ongondo - Kennedy Otieno - Steve Tikolo - Ravi Shah - Mohammad Sheikh - Martin Suji - Tony Suji - Alpesh Vadher | - Vijay Bharadwaj - Nikhil Chopra - Rahul Dravid - Sourav Ganguly - Ajay Jadeja - Sunil Joshi - Debasis Mohanty - Mannava Prasad - Venkatesh Prasad - Sadagoppan Ramesh - Robin Singh | - Paul Adams - Dale Benkenstein - Mark Boucher - Hansie Cronje - Derek Crookes - Alan Dawson - Boeta Dippenaar - Steve Elworthy - Herschelle Gibbs - Jacques Kallis - Lance Klusener - Victor Mpitsang - Shaun Pollock - Jonty Rhodes | - Andy Blingnaut - Alastair Campbell - Stuart Carlisle - Andy Flower - Grant Flower - Murray Goodwin - Neil Johnson - Pommie Mbangwa - David Mutendera - Henry Olonga - Gavin Rennie - Paul Strang - Andy Whittall - Guy Whittall |

## Spiele

### Vorrunde
Tabelle
| Teams     | Sp. | S | N | U | R | NR | Punkte | NRR    |
| --------- | --- | - | - | - | - | -- | ------ | ------ |
| Indien    | 3   | 3 | 0 | 0 | 0 | 0  | 6      | +2.037 |
| Südafrika | 3   | 2 | 1 | 0 | 0 | 0  | 4      | −0.233 |
| Simbabwe  | 3   | 1 | 2 | 0 | 0 | 0  | 2      | −1.209 |
| Kenia     | 3   | 0 | 3 | 0 | 0 | 0  | 0      | −0.572 |

Sieg: 2 Punkte; Remis: 1 Punkte
Spiele
| 25. September Scorecard | Nairobi | Kenia 199-8 (50)               | – | Simbabwe 200-7 (49.2) |
|                         |         | Simbabwe gewinnt mit 3 Wickets |   |                       |

| 26. September Scorecard | Nairobi | Südafrika 117 (48)           | – | Indien 120-2 (22.4) |
|                         |         | Indien gewinnt mit 8 Wickets |   |                     |

| 28. September Scorecard | Nairobi | Simbabwe 216 (47.4)             | – | Südafrika 217-1 (35) |
|                         |         | Südafrika gewinnt mit 9 Wickets |   |                      |

| 29. September Scorecard | Nairobi | Indien 220-7 (50)          | – | Kenia 162 (50) |
|                         |         | Indien gewinnt mit 58 Runs |   |                |

| 30. September Scorecard | Nairobi | Südafrika 220-7 (50)          | – | Kenia 196 (48.1) |
|                         |         | Südafrika gewinnt mit 24 Runs |   |                  |

| 1. Oktober Scorecard | Nairobi | Indien 277-6 (50)           | – | Simbabwe 170 (38.3) |
|                      |         | Indien gewinnt mit 107 Runs |   |                     |

### Finale
| 3. Oktober Scorecard | Nairobi | Südafrika 235-9 (50)          | – | Indien 209 (47.3) |
|                      |         | Südafrika gewinnt mit 26 Runs |   |                   |